# Pečora (město)
Pečora (rusky Печо́ра, komi Печӧра) je město v republice Komi v Ruské federaci, ležící na stejnojmenné řece blízko severního Uralu. Žije v něm 40 tisíc obyvatel (2017).
Asi 5 kilometrů jihozápadně od Pečory se nachází malé stejnojmenné letiště sloužící pro malé vnitrostátní lety. Zhruba 27 kilometrů západně se nachází letecká základna Pečora Kamenka a nedaleko je radarová stanice Pečora včasného varování. V minulosti se v blízkosti Pečory nacházel stejnojmenný gulag, který byl pobočným táborem gulagu Vorkuta. Mezi zdejší vězně patřil během druhé světové války pozdější izraelský premiér Menachem Begin.